# Sarah Paulson

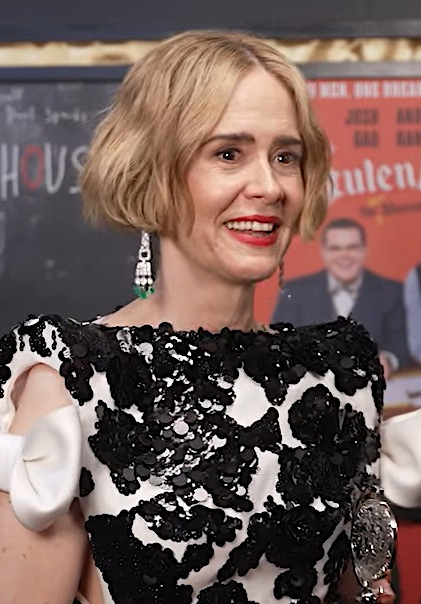
Paulson im Jahr 2024

Sarah Catharine Paulson (* 17. Dezember 1974 in Tampa, Florida) ist eine US-amerikanische Schauspielerin und Regisseurin sowie Golden-Globe-, Emmy- und Tony-Award-Preisträgerin.

## Leben und Karriere
Paulson wuchs im US-Bundesstaat Maine und in New York City auf. Sie studierte an der American Academy of Dramatic Arts und an der Fiorello H. LaGuardia High School of Music & Art and Performing Arts. Sie debütierte am Broadway 1994 als Zweitbesetzung für Amy Ryan in Wendy Wassersteins Theaterstück The Sisters Rosensweig und erhielt im gleichen Jahr eine kleine Rolle in der Fernsehserie Law & Order.
Paulson spielte im Film Was Frauen wollen (2000) neben Mel Gibson und Helen Hunt, in Down with Love – Zum Teufel mit der Liebe! (2003) neben Renée Zellweger und Ewan McGregor sowie in den Fernsehserien American Gothic – Prinz der Finsternis (1995), Jack & Jill (1999) und Metropolis (2001). In der Serie Leap of Faith (2002) spielte sie dann die Hauptrolle. Als Gast trat sie in der Fernsehserie Deadwood (2005) auf. 2005 spielte sie am Broadway in The Glass Menagerie von Tennessee Williams die Rolle der Laura.
Seit 2011 spielt Paulson in der US-Serie American Horror Story. In der ersten Staffel Murder House noch Nebendarstellerin, gehörte sie in den folgenden sieben Staffeln Asylum, Coven, Freak Show, Hotel, Roanoke, Cult und Apocalypse als Hauptrolle stets zur Stammbesetzung. In der neunten Staffel trat sie erstmals nicht auf, in der zehnten Staffel war sie wieder zu sehen, in der elften und zwölften allerdings nicht. 
2013 übernahm sie die Rolle der Mistress Epps in 12 Years a Slave. Für ihre Serienrolle als Marcia Clark in der ersten Staffel von American Crime Story gewann sie 2016 den Emmy als beste Hauptdarstellerin in einer Miniserie oder einem Fernsehfilm sowie 2017 den Golden Globe und den Screen Actors Guild Award in derselben Kategorie.
2017 wurde sie in die Academy of Motion Picture Arts and Sciences (AMPAS) aufgenommen, die jährlich die Oscars vergibt.
Paulson spielte 2020 die Hauptrolle der Krankenschwester Mildred Ratched in der Netflix-Serie Ratched, ein Prequel der Figur aus dem Film Einer flog über das Kuckucksnest.
2024 gewann sie ihren ersten Tony Award als Beste Hauptdarstellerin für ihre Rolle in dem Familiendrama Appropriate von Branden Jacobs-Jenkins.

### Privates
Sarah Paulson war von 2005 bis 2009 mit der Schauspielerin Cherry Jones zusammen. Seit 2015 ist sie mit der Schauspielerin Holland Taylor liiert.

## Filmografie (Auswahl)
Als Darstellerin
- 1994: Law & Order (Fernsehserie, Folge 5x04)
- 1995–1996: American Gothic – Prinz der Finsternis (American Gothic, Fernsehserie, 18 Folgen)
- 1995: Liebe bis in den Tod (Friends at Last)
- 1999: Ganz normal verliebt (The Other Sister)
- 1999: Held Up – Achtung Geiselnahme! (Held Up)
- 1999–2001: Jack & Jill (Fernsehserie, 32 Folgen)
- 2000: Was Frauen wollen (What Women Want)
- 2002: Path To War
- 2003: Down with Love – Zum Teufel mit der Liebe! (Down with Love)
- 2005: Swimmers
- 2005: Deadwood (Fernsehserie, 9 Folgen)
- 2005: Serenity – Flucht in neue Welten (Serenity)
- 2005: The Notorious Bettie Page
- 2006: Piccadilly Jim
- 2006: Diggers
- 2006: Griffin & Phoenix
- 2006: Eine Hochzeit zu Weihnachten (A Christmas Wedding, Fernsehfilm)
- 2006–2007: Studio 60 on the Sunset Strip (Fernsehserie, 22 Folgen)
- 2007, 2011: Desperate Housewives (Fernsehserie, 2 Folgen)
- 2008: The Spirit
- 2010: Grey’s Anatomy (Fernsehserie, Folge 6x15)
- 2010: Law & Order: Special Victims Unit (Fernsehserie, Folge 11x12)
- 2011: Martha Marcy May Marlene
- 2011: After-School Special
- 2011: Happy New Year (New Year’s Eve)
- 2011–2021: American Horror Story (Fernsehserie, 85 Folgen)
- 2012: Game Change – Der Sarah-Palin-Effekt (Game Change)
- 2012: Mud – Kein Ausweg (Mud)
- 2013: 12 Years a Slave
- 2015: Carol
- 2015: Der Kandidat – Macht hat Ihren Preis (The Runner)
- 2016–2021: American Crime Story (Fernsehserie, 19 Folgen)
- 2016: Blue Jay
- 2017: Rebel in the Rye
- 2017: Feud (Fernsehserie, Folge 1x05)
- 2017: Die Verlegerin (The Post)
- 2018: Ocean’s 8
- 2018: Bird Box – Schließe deine Augen (Bird Box)
- 2019: Glass
- 2019: Der Distelfink (The Goldfinch)
- 2020: Coastel Elites
- 2020: Run – Du kannst ihr nicht entkommen (Run)
- 2020: Mrs. America (Miniserie, 9 Folgen)
- 2020: Ratched (Fernsehserie, 8 Folgen)
- 2023: The Bear: King of the Kitchen (The Bear, Fernsehserie, Folge 2x06)
- 2024: Mr. & Mrs. Smith (Fernsehserie, Folge 1x06)
- 2024: Hold Your Breath

Als Regisseurin
- 2018: American Horror Story (Fernsehserie, Folge 8x06)

## Auszeichnungen und Nominierungen
Golden Globe Award
- 2007: Nominierung als beste Nebendarstellerin – Serie, Mini-Serie oder TV-Film für Studio 60 on the Sunset Strip
- 2013: Nominierung als beste Nebendarstellerin – Serie, Mini-Serie oder TV-Film für Game Change – Der Sarah-Palin-Effekt
- 2017: Beste Hauptdarstellerin – Mini-Serie oder TV-Film für American Crime Story
- 2021: Nominierung als Beste Serien-Hauptdarstellerin – Drama für Ratched

Emmy
- 2012: Nominierung als beste Nebendarstellerin in einer Miniserie oder einem Fernsehfilm für Game Change – Der Sarah-Palin-Effekt
- 2013: Nominierung als beste Nebendarstellerin in einer Miniserie oder einem Fernsehfilm für American Horror Story
- 2014: Nominierung als beste Hauptdarstellerin in einer Miniserie oder einem Fernsehfilm für American Horror Story
- 2015: Nominierung als beste Nebendarstellerin in einer Miniserie oder einem Fernsehfilm für American Horror Story
- 2016: Nominierung als beste Nebendarstellerin in einer Miniserie oder einem Fernsehfilm für American Horror Story
- 2016: Beste Hauptdarstellerin in einer Miniserie oder einem Fernsehfilm für American Crime Story
- 2018: Nominierung als beste Hauptdarstellerin in einer Miniserie oder einem Fernsehfilm für American Horror Story

Screen Actors Guild Award
- 2014: Nominierung für das beste Schauspielensemble für 12 Years a Slave
- 2017: Beste Darstellerin in einem Fernsehfilm oder Miniserie für American Crime Story

Critics’ Choice Television Award
- 2013: Beste Nebendarstellerin in einem Fernsehfilm oder einer Miniserie für American Horror Story
- 2015: Beste Nebendarstellerin in einem Fernsehfilm oder einer Miniserie für American Horror Story
- Jan. 2016: Nominierung als beste Nebendarstellerin in einem Fernsehfilm oder einer Miniserie für American Horror Story
- Dez. 2016: Beste Hauptdarstellerin in einem Fernsehfilm oder einer Miniserie für American Crime Story

Saturn Award
- 2013: Nominierung als beste TV-Hauptdarstellerin für American Horror Story
- 2017: Nominierung als beste TV-Hauptdarstellerin für American Horror Story
- 2018: Nominierung als beste TV-Hauptdarstellerin für American Horror Story

Tony Award
- 2024: Beste Darstellerin in einem Theaterstück für Appropriate